# نيكولا بو
نيكولا بو (بالفرنسية: Nicolas Beau)‏ ولد في 2 يونيو 1952، هو صحفي وكاتب فرنسي.

## السيرة الذاتية
زاول نيكولا بو تعليمه الثانوي في مدرسة سان مارتان دو فرانس في مدينة بونتواز في ضواحي باريس. تخرج من معهد الدراسات السياسية بباريس في 1973.

عمل كصحفي مع عدة صحف ومجلات وهي كوتيديان دو ميدسان، لوموند، ليبراسيون، وكالة كابا، لو نوفال إيكونوميست، ليكسبونسيون، وكصحفي استقصائي مع لو كنار أونشينيه. بين 2007 و2012، كان رئيس تحرير موقع بقشيش (Bakchich). أثناء أغسطس 2012، كان رئيس تحرير موقع ماريان، ولكنه غادره في سبتمبر من نفس السنة.

بعد ذلك أسس موقع موندأفريك، وهو موقع إخباري واستقصائي حول أفريقيا الفرنكوفونية (المغرب العربي وغرب أفريقيا).

رفقة إيرفيه ليفران، كشف نيكولا بو عندما كان في مجلة لو كنار أونشينيه عدة فضائح مالية تخص سياسيين منهم الرئيسين جاك شيراك ونيكولا ساركوزي. من جهة أخرى، اشتهر في الأوساط العربية بكتابين وهما «صديقنا بن علي» و«حاكمة قرطاج: الإستيلاء على تونس».

## مؤلفاته
- Paris, capitale arabe  (باريس، عاصمة عربية)، سوي، باريس، 1995.
- Notre ami Ben Ali, l'envers du miracle tunisien (صديقنا بن علي، الجانب الآخر للمعجزة التونسية)، لا ديكوفارت، باريس، 1999.
- La Maison Pasqua (لا ميزون باسكوا)، بلون، باريس، 2002.
- SNCF, la machine infernale (شركة SNCF، الآلة الجهنمية)، لو شارش ميدي، 2004.
- Une imposture française (خدعة فرنسية)، ليه آران، باريس، 2006.
- Quand le Maroc sera islamiste (عندما ستكون المغرب إسلامية السياسة)، لا ديكوفارت، باريس، 2006.
- L'incroyable Histoire du compte japonais de Jacques Chirac (القصة التي لا تصدق للحساب الياباني لجاك شيراك)، ليه آران، باريس، 2008.
- La Régente de Carthage : Main basse sur la Tunisie (حاكمة قرطاج: الإستيلاء على تونس)، لا ديكوفارت، باريس، 2009.
- Tunis et Paris : les liaisons dangereuses (مدينة تونس وباريس: العلاقات الخطيرة)، جان كلود غاوسويتش، باريس، 2011.
- Le Vilain Petit Qatar - Cet ami qui nous veut du mal (قطر الصغيرة الشقية، هذا الصديق الذي يريد إلحاق الأذى بنا)، فايار، 2013.
- Papa Hollande au Mali : Chronique d'un fiasco annoncé (بابا أولاند في مالي، وقائع الفشل المعلن)، بالان، باريس، 2013.
- Les beurgeois de la République (بورجوازي الجمهورية)، سوي، 2016.

## روابط خارجية
- المدونة التونسية لنيكولا بو.